# Zelotes helanshan
Zelotes helanshan är en spindelart som beskrevs av Tang et al. 1997. Zelotes helanshan ingår i släktet Zelotes och familjen plattbuksspindlar. Inga underarter finns listade i Catalogue of Life.